# Grand Prix Japonii 1989
Grand Prix Japonii 1989 (oryg. Fuji Television Japanese Grand Prix) – 15. runda Mistrzostw Świata Formuły 1 w sezonie 1989, która odbyła się 22 października 1989, po raz trzeci na torze Suzuka.
15. Grand Prix Japonii, piąte zaliczane do Mistrzostw Świata Formuły 1.

## Prekwalifikacje
| Poz. | Nr. | Kierowca           | Konstruktor           | Czas      |
| ---- | --- | ------------------ | --------------------- | --------- |
| 1    | 17  | Nicola Larini      | Osella-Ford           | 1:43.035  |
| 2    | 30  | Philippe Alliot    | Larrousse-Lamborghini | 1:43.089  |
| 3    | 34  | Bernd Schneider    | Zakspeed-Yamaha       | 1:44.053  |
| 4    | 29  | Michele Alboreto   | Larrousse-Lamborghini | 1:44.075  |
| 5    | 18  | Piercarlo Ghinzani | Osella-Ford           | 1:44.313  |
| 6    | 31  | Roberto Moreno     | Coloni-Ford           | 1:44.498  |
| 7    | 36  | Stefan Johansson   | Onyx-Ford             | 1:44.582  |
| 8    | 35  | Aguri Suzuki       | Zakspeed-Yamaha       | 1:44.780  |
| 9    | 33  | Oscar Larrauri     | Euro Brun-Judd        | 1:45.446  |
| 10   | 37  | Jyrki Järvilehto   | Onyx-Ford             | 1:45.787  |
| 11   | 40  | Gabriele Tarquini  | AGS-Ford              | 1:46.705  |
| 12   | 41  | Yannick Dalmas     | AGS-Ford              | 1:48.306  |
| 13   | 32  | Enrico Bertaggia   | Coloni-Ford           | Bez czasu |

## Kwalifikacje
| Poz. | Nr. | Kierowca              | Konstruktor           | Q1       | Q2       |
| ---- | --- | --------------------- | --------------------- | -------- | -------- |
| 1    | 1   | Ayrton Senna          | McLaren-Honda         | 1:39.493 | 1:38.041 |
| 2    | 2   | Alain Prost           | McLaren-Honda         | 1:40.875 | 1:39.771 |
| 3    | 28  | Gerhard Berger        | Ferrari               | 1:41.253 | 1:40.187 |
| 4    | 27  | Nigel Mansell         | Ferrari               | 1:40.608 | 1:40.406 |
| 5    | 6   | Riccardo Patrese      | Williams-Renault      | 1:42.397 | 1:40.936 |
| 6    | 19  | Alessandro Nannini    | Benetton-Ford         | 1:41.601 | 1:41.103 |
| 7    | 5   | Thierry Boutsen       | Williams-Renault      | 1:42.943 | 1:41.324 |
| 8    | 30  | Philippe Alliot       | Larrousse-Lamborghini | 1:42.534 | 1:41.336 |
| 9    | 8   | Stefano Modena        | Brabham-Judd          | 1:42.909 | 1:41.458 |
| 10   | 17  | Nicola Larini         | Osella-Ford           | 1:42.483 | 1:41.519 |
| 11   | 11  | Nelson Piquet         | Lotus-Judd            | 1:43.386 | 1:41.802 |
| 12   | 12  | Satoru Nakajima       | Lotus-Judd            | 1:43.370 | 1:41.988 |
| 13   | 7   | Martin Brundle        | Brabham-Judd          | 1:44.236 | 1:42.182 |
| 14   | 24  | Luis Perez-Sala       | Minardi-Ford          | 1:43.107 | 1:42.283 |
| 15   | 21  | Alex Caffi            | Dallara-Ford          | 1:43.171 | 1:42.488 |
| 16   | 22  | Andrea de Cesaris     | Dallara-Ford          | 1:43.904 | 1:42.581 |
| 17   | 16  | Ivan Capelli          | March-Judd            | 1:43.851 | 1:42.672 |
| 18   | 4   | Jean Alesi            | Tyrrell-Ford          | 1:43.306 | 1:42.709 |
| 19   | 23  | Paolo Barilla         | Minardi-Ford          | 1:46.096 | 1:42.780 |
| 20   | 15  | Maurício Gugelmin     | March-Judd            | 1:44.805 | 1:42.880 |
| 21   | 34  | Bernd Schneider       | Zakspeed-Yamaha       | 1:44.323 | 1:42.892 |
| 22   | 20  | Emanuele Pirro        | Benetton-Ford         | 1:43.217 | 1:43.063 |
| 23   | 26  | Olivier Grouillard    | Ligier-Ford           | 1:45.801 | 1:43.379 |
| 24   | 10  | Eddie Cheever         | Arrows-Ford           | 1:44.501 | 1:43.511 |
| 25   | 9   | Derek Warwick         | Arrows-Ford           | 1:44.288 | 1:43.599 |
| 26   | 3   | Jonathan Palmer       | Tyrrell-Ford          | 1:43.955 | 1:43.757 |
| 27   | 25  | René Arnoux           | Ligier-Ford           | 1:44.221 | 1:44.030 |
| 28   | 29  | Michele Alboreto      | Larrousse-Lamborghini | 1:44.063 | 1:44.101 |
| 29   | 38  | Pierre-Henri Raphanel | Rial-Ford             | 2:11.328 | 1:47.160 |
| 30   | 39  | Bertrand Gachot       | Rial-Ford             | 1:50.883 | 1:47.295 |

### Klasyfikacja
| Poz. | Nr. | Kierowca           | Konstruktor           | Okrążeń | Czas/powód NU   | Poz. start. | Punktów |
| ---- | --- | ------------------ | --------------------- | ------- | --------------- | ----------- | ------- |
| 1    | 19  | Alessandro Nannini | Benetton-Ford         | 53      | 1:35:06.277     | 6           | 9       |
| 2    | 6   | Riccardo Patrese   | Williams-Renault      | 53      | + 11.904        | 5           | 6       |
| 3    | 5   | Thierry Boutsen    | Williams-Renault      | 53      | + 13.446        | 7           | 4       |
| 4    | 11  | Nelson Piquet      | Lotus-Judd            | 53      | + 1:44.225      | 11          | 3       |
| 5    | 7   | Martin Brundle     | Brabham-Judd          | 52      | + 1 okrążenie   | 13          | 2       |
| 6    | 9   | Derek Warwick      | Arrows-Ford           | 52      | + 1 okrążenie   | 25          | 1       |
| 7    | 15  | Maurício Gugelmin  | March-Judd            | 52      | + 1 okrążenie   | 20          |         |
| 8    | 10  | Eddie Cheever      | Arrows-Ford           | 52      | + 1 okrążenie   | 24          |         |
| 9    | 21  | Alex Caffi         | Dallara-Ford          | 52      | + 1 okrążenie   | 15          |         |
| 10   | 22  | Andrea de Cesaris  | Dallara-Ford          | 51      | + 2 okrążenia   | 16          |         |
| DK   | 1   | Ayrton Senna       | McLaren-Honda         | 53      | Dyskwalifikacja | 1           |         |
| NU   | 2   | Alain Prost        | McLaren-Honda         | 46      | Kolizja         | 2           |         |
| NU   | 8   | Stefano Modena     | Brabham-Judd          | 46      | Silnik          | 9           |         |
| NU   | 27  | Nigel Mansell      | Ferrari               | 43      | Silnik          | 4           |         |
| NU   | 12  | Satoru Nakajima    | Lotus-Judd            | 41      | Silnik          | 12          |         |
| NU   | 4   | Jean Alesi         | Tyrrell-Ford          | 37      | Skrz. biegów    | 18          |         |
| NU   | 30  | Philippe Alliot    | Larrousse-Lamborghini | 36      | Silnik          | 8           |         |
| NU   | 28  | Gerhard Berger     | Ferrari               | 34      | Skrz. biegów    | 3           |         |
| NU   | 20  | Emanuele Pirro     | Benetton-Ford         | 33      | Kolizja         | 22          |         |
| NU   | 26  | Olivier Grouillard | Ligier-Ford           | 31      | Silnik          | 23          |         |
| NU   | 16  | Ivan Capelli       | March-Judd            | 27      | Zawieszenie     | 17          |         |
| NU   | 17  | Nicola Larini      | Osella-Ford           | 21      | Hamulce         | 10          |         |
| NU   | 3   | Jonathan Palmer    | Tyrrell-Ford          | 20      | Wyciek paliwa   | 26          |         |
| NU   | 34  | Bernd Schneider    | Zakspeed-Yamaha       | 1       | Skrz. biegów    | 21          |         |
| NU   | 24  | Luis Perez-Sala    | Minardi-Ford          | 0       | Kolizja         | 14          |         |
| NU   | 23  | Paolo Barilla      | Minardi-Ford          | 0       | Sprzęgło        | 19          |         |